# Игор Пољаков
Игор Николајевич Пољаков (рус. Игорь Николаевич Поляков; Москва, 1. август 1912 — Москва, 16. мај 2008) био је совјетски веслачки репрезентативац, члан Веслачког клуба Спартак из Москве. Најчешће је веслао у саставу осмерца.
Учествовао је на Летњим олимпијским играма 1952. са осмерцем СССР. Освојили су сребрну медаљу иза осмерца САД. Совјетски осмерац је веслао у саставу: Јевгениј Браго, Владимир Родимушкин, Алексеј Комаров, Игор Борисов, Слава Амирагов, Леонид Гисен, Јевгениј Самсонов, Владимр Крјуков и Игор Пољаков.
Умро је у Москви 2008. у 95. години